# Красен Стойчев
Красен Стойчев Стойчев е български конституционен съдия. Старши научен сътрудник в Института за правни науки към БАН, и. д. директор на института.

## Биография
Красен Стойчев е роден на 4 юли 1954 година в София. Завършва Юридическия факултет на СУ „Св. Климент Охридски“. Доктор по право. Специализира в Москва, Флоренция и Лондон. През 1996 година става член на УС на БАН. От 1987 година е арбитър в Арбитражния съд при Българската търговско-промишлена палата. През 2006 година е избран за член на Конституционния съд от квотата на парламента.